# Палеоконтинент
Палеоконтинент, праматерик — в геології, великий масив суші, що існував на Землі в геологічному минулому. Палеогеографія вивчає розташування, рельєф, природні умови на поверхні праматериків.

## Праматерики
- Гондвана (~600 — 30 млн років тому)
- Лавразія (~300 — 60 млн років тому)
- Пангея (~300 — 180 млн років тому)
- Лавруссія (~300 млн років тому)
- Паннотія (~600 — 540 млн років тому)
- Родинія (~1,1 млрд років тому — ~750 млн років тому)
- Коламбія або Нуна, (~1,8 — 1,5 млрд років тому)
- Кенорланд (~2,7 млрд років тому) Neoarchean sanukitoid cratons and new continental crust formed Kenorland. Protracted tectonic magna plume rifting occurred 2,48 to 2,45 Ga and this contributed to the Paleoproterozoic glacial events in 2,45 to 2,22 Ga. Final breakup occurred ~2,1 Ga.)
- Ур (~3 млрд років тому)

en: Komatii Formation (3,475 млрд років тому)
- Ваальбара (~3,6 млрд років тому)

en: Yilgarn (Zircon crystals from the Jack Hills of the Narryer Gneiss Terrane, Yilgarn craton, Western Australia and also 300 km. south point to a continental crust formation between 4,4-4,3 Ga. Evidence is the high Oxygen-18 values of 8,5 and micro-inclusions of SiO2 in these zircon crystals consistent with growth from a granitic source supracrustal material, low-temperature interactions and a liquid ocean.)